# 이질바퀴
이질바퀴는 한국에 서식하는 바퀴벌레 중 가장 큰 종이다. 미국바퀴(영어: American cockroach)라고도 한다. 대형종으로 몸 길이는 4cm 정도 된다. 앞가슴등판은 황색이고 짙은 흑색 무늬가 있다. 전 세계에 널리 분포한다.
대표적인 위생 해충이다.

## 사진

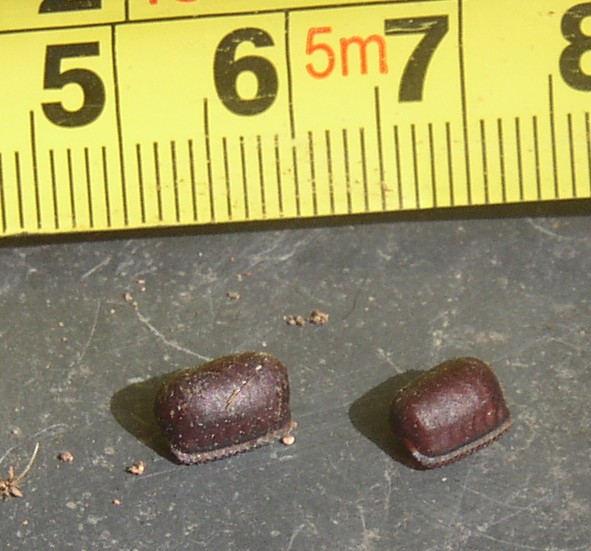
이질바퀴의 알집.
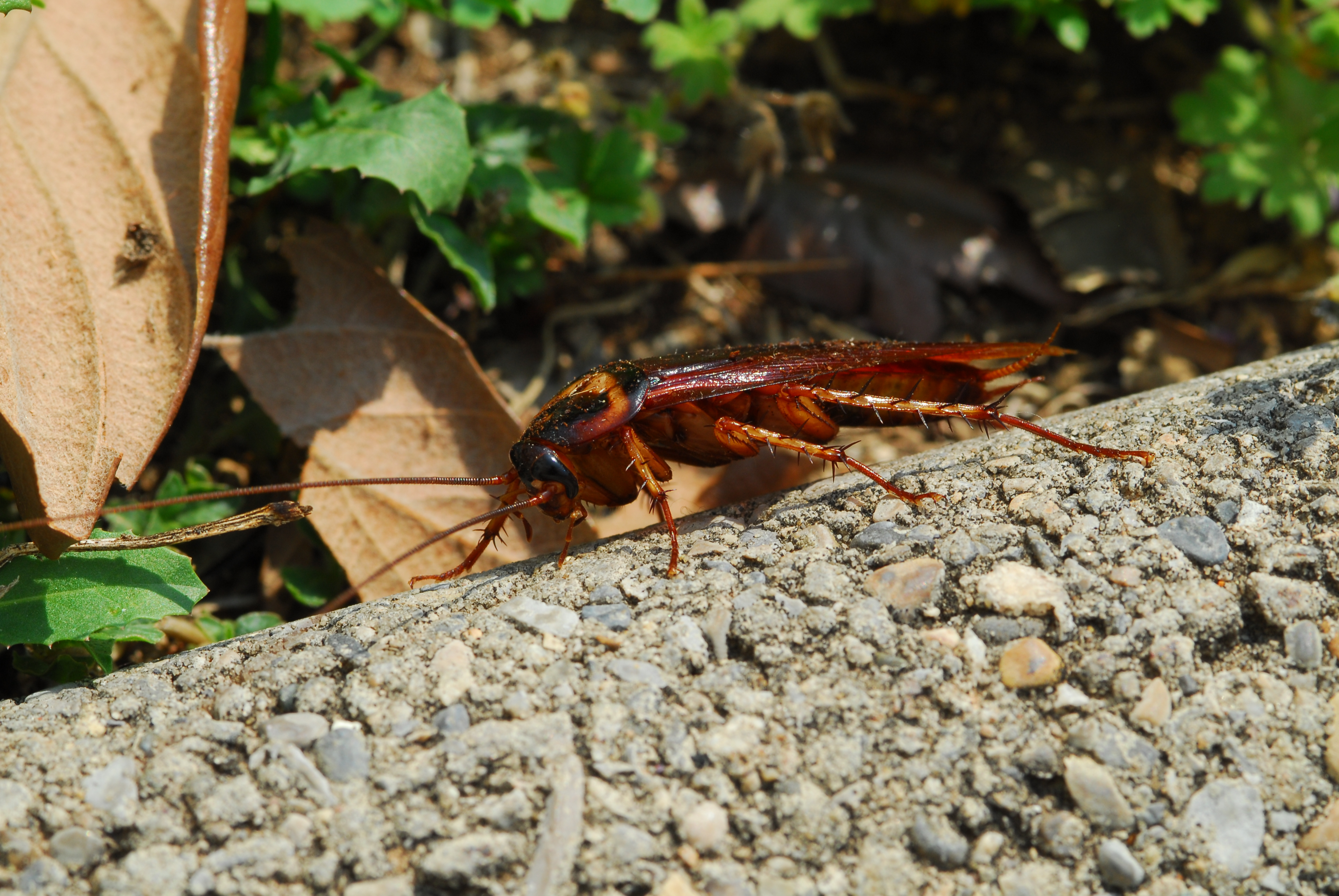
이질바퀴가 기어가고 있다.
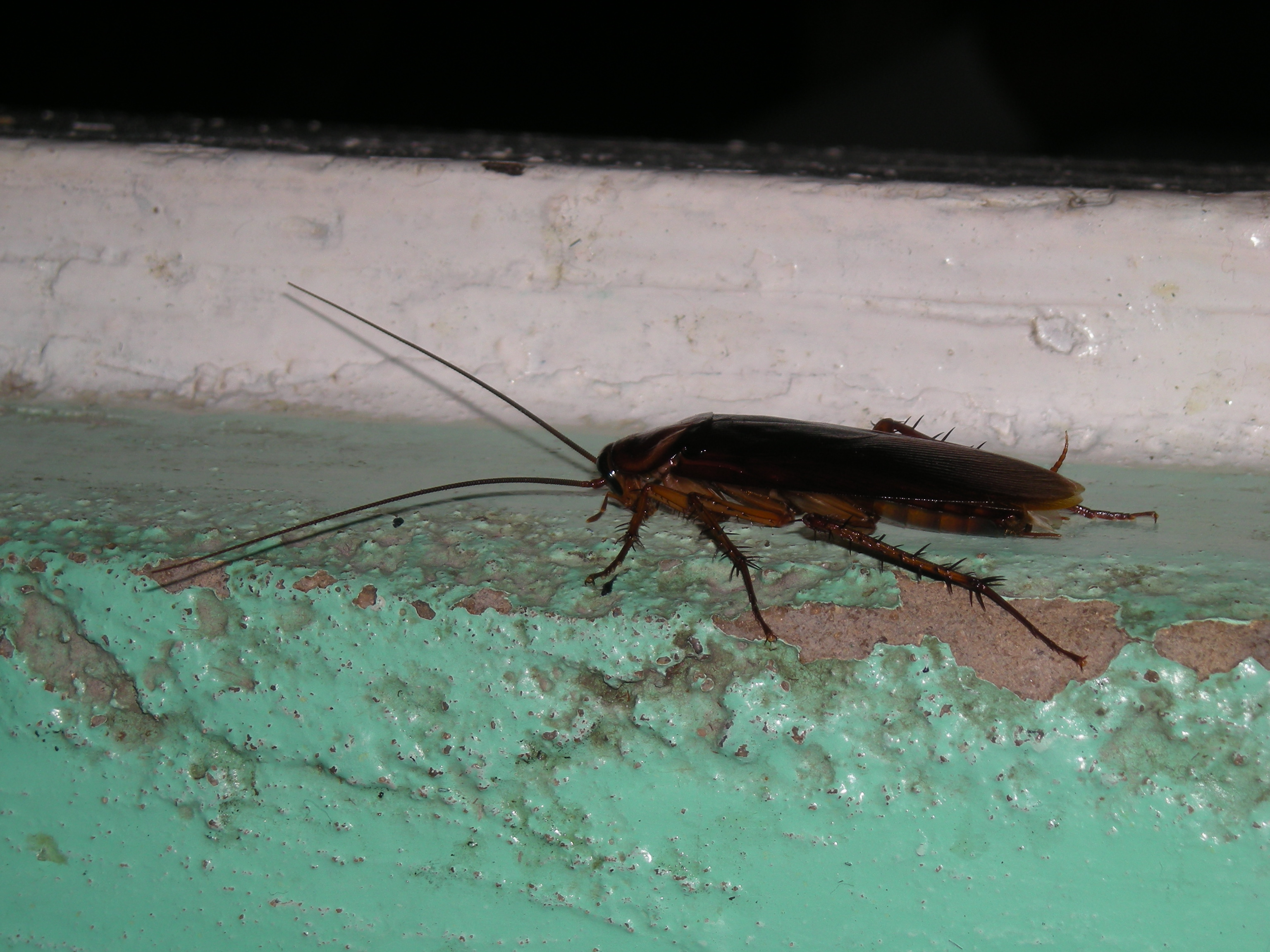
수컷 이질바퀴.